# أدينبوتيل
أدينبوتيل هي بلدية في مقاطعة غيفهورن في ولاية سكسونيا السفلى، وتضم مقاطعات أدينبوتيل ورولفسبوتيل وجود وركبوتيل

## الجغرافيا

### الموقع الجغرافي
تقع بلدية ادينبويتل في الجزء الشمالي الشرقي إلى الجزء المركزي من هضبة بابينتايشر وتنتمي إلى البلدية المدمجة Papenteich ، التي يوجد مقرها الإداري في ماينه. شرقي ادينبويتل.

### البلديات المجاورة
* تشير معلومات المسافة إلى المسافة إلى المركز
| مدينة غيفهورن (16كم)        |                              |               |                         |
| Ortsteil Rolfsbüttel (3 km) | Gemeinde Rötgesbüttel (7 km) |               |                         |
| Gemeinde Didderse (4 km)    |                              | Rethen (2 km) | مدينة فولفسبورغ (24 كم) |
| Groß Schwülper (3,5 km)     | Lagesbüttel (4 km)           |               |                         |
| مدينة براونشفايغ (15 كم)    |                              |               |                         |

### التقسيم الإداري
المقاطعات هي Adenbüttel و Rolfsbüttel. ولا يزال  العقار Warxbüttel تابع  للبلدية.
- Gut Warxbüttel  بدلا من العقار الحالي  Gut Warxbüttel الذي كان سابقا في منطقةWerckesbuttle . تم ذكر المكان لأول مرة في عام 1338، لكنه سقط بعد آخر ذكر له عام 1418 على ما يبدو في القرن الخامس عشر. عام 1850، قام «فون مارينهولز» ببناء قلعة مغلقة لا تزال موجودة حتى اليوم. بقيت القلعة حتى عام 1968 مملوكة لمارينهولز، قبل بيعها إلى شولت أويمنغن.

### السكان
في 30 يونيو 2005، عاش 1724 شخصًا في بلدية ادينبويتل، أكثر من نصفهم في قلب البلدية.

## التاريخ
تم ذكر المدينة لأول مرة في الوثائق عام 1226 وكانت تابعة لتجمع قرى بوتيل. باعتبارها واحدة  من البلديات القديمة في المنطقة ادخلت عام 1524العبادة البروتستانتية خلال  عصر الإصلاح. مما يجعل الكنيسة في ادينبوتيل واحدة من أقدم مواقع الوعظ البروتستانتية في ساكسونيا السفلى. بنيت الكنيسة الحالية في عام 1865/66 على الطراز القوطي الجديد. يعود تاريخ البرج الفرعي للكنيسة  القديمة التي بنيت عام 1619. في النصف الأول من القرن العشرين كان هناك منجم للبوتاس.البلدية تضخمت بشكل ملحوظ.

### القرى المهجورة
توجد العديد من القرى المهجورة في القرب من ادينبويتل، بعضها الآن خارج مركز خارج اماكن التجمعات السكانية. كل هذه المستوطنات تمت هجرتها بين القرنين الثالث عشر والسادس عشر.وهي:
- ارنسبويتل"Arnsbüttel"  التي تقع على بعد 800 متر جنوب غرب ادنيويتل
- فيركسبويتيل"Werckesbuttle"، كانت تقع في موقع Gut Warxbütte اليوم

### سادة مورينهولتس
في عام 1454  تم منح قرض الكنيسة من قبل "Curd of Marenholtz". وقد حصل «فون مارينهولتز» بالفعل على الرعاية في أدينبوتيل في ذلك الوقت. بعد اتحاد  ابرشية ريثين وأدينبوتيل في النصف الأول من القرن السادس عشر، شارك آلوردون ريثين (حق الرعاية في ريثين) ولوردات مارينهولز في رعاية الابرشية الموحدة  لكن بمرور الوقت، اهمل قانون الرعاية أكثر وأكثر لعائلة مارينهولتز.حتى انتهى حق الرعاية  فعليا بوفاة الراعي الأخيرعام 1968 (Freiherr von Marenholtz-Nolde) وتم بيع عقار Warxbüttel..

### دمج
تم دمج بلدية Rolfsbüttel المجاورة في 1 مارس 1974.

### الاسم
سميت البلدية سابقا وفي حوالي 1220 Adenebutleوفي 1343 Adenbutel وفي عام 1374 Adenbotele. الجزء الأول من اسم المكان هو الاسم القديم Ado ، Atto ، Adon. هذا الاسم القصير ربما ينتمي إلى  اختصار للجذر ِAthel وتعني«النبلاء» في الجرمانية.

## الثقافة والمعالم

### جائزة المنطقة
- في عام 1967، احتلت بلدية Adenbüttel المرتبة الثانية في حملة «لتكن قريتنا  أكثر جمالا» في ولاية ساكسونيا السفلى

### جمعيات
- MTV Adenbüttel e.V: النادي الرياضي بما في ذلك Förderkreis Adenbüttels صالة رياضية جديدة قصيرة
- FANS FSV Adenbüttel Rethen: تأسست في 29 أبريل 2006 كدمج لفروع كرة القدم في TSV Rethen و MTV Adenbüttel.
- قسم مكافحة الحرائق للشباب: تأسست إدارة مكافحة الحرائق في أدينبوتيل عام 1975. أصبح فريق إطفاء الشباب معروفًا على الصعيد الوطني في عام 1989 بالمشاركة في مسابقات فرق الإطفاء الشبابية التابعة لولاية سكسونيا السفلى. في السنوات التالية حققت فرقة إطفاء الشباب نجاحات إضافية:

- ساكسونيا السفلى ماستر: ... 2006، 2007 
- نائب البطل الألماني: عدة مرات - بطل ألمانيا: 2001، 2005 
- المؤهل الاتحادي للمسابقة الدولية: 1994 و 2002 و 2004 (العشرة الأوائل)
- رابطة الغناء
- نادي الرماية
- مجتمع شباب Adenbüttel

### مناسبات بشكل منتظم
- حفل تنكر للاطفال
- امسية المجتمع القروي والرفقة (دائمًا في التغيير السنوي)
- عيد الفصح دائما في يوم السبت المقدس
- مهرجان الرماة
- Oldtimertreffen
- Thibergmarkt
- Lebendiger Adventskalender

### معالم سياحية

#### طاحونة أدينبوتيل
طاحونة أدينبوتيل هي طاحونة هولندية بنيت عام 1872. تقع في منتصف الطريق بين Adenbüttel و Rethen. في اوائل عام 1867، حاول طحان الحصول على إذن لبناء طاحونة بين Adenbüttel و Rethen. لكن تم رفض طلبه  بناء على طلب المطاحن الآخرين، حيث كانوا قلقين على مصانعهم الخاصة.ولكن في عام 1871 حصلت أخيرا على التصريح وأكمل البناء في عام 1872. تغيرت الطوافة عدة مرات في السنوات التالية وتم توسيعها بمرور الوقت بواسطة محرك بخاري. في عام 1923، تم بناء مطحنة جديدة سخية مع أربعة مصانع درفلة ومستودع. تم تأجير الطاحونة وبيعها عدة مرات قبل أن يقوم مالكها الأخير بإغلاقها في عام 1965. بعد توقف الطاحونة لفترة طويلة، تم ترميمها في التسعينيات وتحويلها إلى مبنى سكني.

## الاقتصاد والبنية التحتية

### التعدين
في النصف الأول من القرن العشرين كان هناك منجم للبوتاجاز في Adenbüttel. بالإضافة إلى ذلك، تم إجراء الحفر المداري في طرود "Auf der Heide" و "Armbüttel" في 1960/61.

### المؤسسات العامة
- روضة أطفال
- .مدرسة ابتدائية: في اوائل عام 1953، تم بناء مدرسة من ثلاث طوابق في أدينبوتيل.  ثم تم إغلاقها في وقت لاحق مرة أخرى.  وفي أواسط التسعينيات من القرن الماضي، أصبح  في أدينبوتيل مرة أخرى مدرسة ابتدائية. بعد ذلك، يزور الأطفال والمراهقون من القرية المدارس الثانوية في ماين وغيفهورن وبراونشفايغ.
- الإطفاء والدفاع المدني: يوجد في كل من أديبوتيل ومنطقة رولفسبوتيل قسم إطفائي متطوع خاص بهما. تأسست إدارة أديبوتيل للإطفاء في عام 1883. مع فرقة أدينبوتيل للإطفاء، يجب ذكر فرقة إطفاء النار بشكل خاص، لأنه يشارك في كثير من الأحيان في المنافسات الوطنية لفرق الشباب - الإطفاء، وقد فاز الفريق بعدة ألقاب.

## السياسة

### مجلس البلدية
جرت آخر انتخابات بلدية في عام 2016 بمشاركة بلغت 71.17٪. منذ ذلك الحين المجلس على النحو التاليD

### شعار النبالة
الزركشة:«باللون الأزرق مصلى ذهبي متناسق مع برج جرس في المقدمة، يلمس الحافة العلوية والحواف السفلية الجانبية للدرع، يرافقه الدرع الرئيسي في الامام»  والرقم 12 و 26 باللون الذهبي  ومن من حافة الدرع الاحمر ينبت جذع البلوط الأخضر ذو الخمسة أوراق البلوط وأربعة الجوز
أعلن شعار النبالة في عام 1976 كشعار النبالة الرسمي لبلدية ادينبويتل ويهدف إلى تمثيل تاريخ المكان. يمثل الرقمان 12 26 أول ذكر موثق، حيث تشير  الكنيسة إلى أن أديبوتيل خلال عصر الإصلاح عام 1524، قامت باتباع العبادة البروتستانتية،  الامر الذي جعل لأدنبويتل أهمية التاريخية وإقليمية. يرمز البلوط الأخضر إلى الزراعة والغابات المنتشرة سابقاً. تشير جذور البلوط إلى انقسام سابق للبلدية، والجذر يمثل التغلب عليها (الانسقام)، وتزايد نموها فيما بعد.

## وصلات خارجية
- Webseite von Adenbüttel